# Xenòcrates (escriptor militar)
Xenòcrates (Xenocrates, Ξενοκρὰτης) fou un escriptor grec. Va escriure una obra sobre tàctiques militars (τακτικός). Menagi pensa que seria el mateix Xenòcrates esmentat per Estrabó com instructor d'Hecateu de Milet.